# Airbus A318
Dimensions
L'Airbus A318 est un avion de ligne biréacteur à fuselage étroit, appartenant à la famille A320, appareils conçus et produits par la société Airbus Commercial Aircraft. L'A318 est destiné aux vols courts et moyens-courriers, il peut transporter jusqu'à 132 passagers au maximum et sa distance franchissable maximale est de 5 700 km. Son assemblage final est réalisé à Hambourg, en Allemagne. Il effectue son premier vol le 15 janvier 2002 et entre en service, avec Frontier Airlines, le 22 juillet 2003,,.
L'avion partage un fonctionnement commun avec toutes les autres variantes de la famille Airbus A320, ce qui permet aux pilotes formés sur l'un de piloter l'avion sans formation supplémentaire. Il s'agit du plus gros avion commercial certifié par l'Agence européenne de la sécurité aérienne pour les opérations d'approche en pente raide, permettant des vols dans des aéroports tels que l'aéroport de Londres-City. Destiné principalement au court-courrier, il a été utilisé sur une seule ligne transatlantique par British Airways (de l'aéroport de Londres-City à l'aéroport international John-F.-Kennedy de New York avec un ravitaillement à l'aéroport de Shannon à l'aller), de septembre 2009 à mars 2020.

## Historique

### Conception et développement

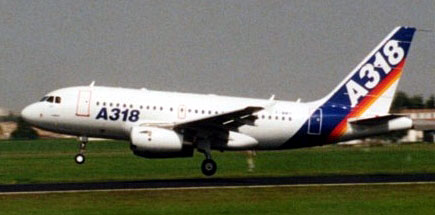
L'A318 en livrée Airbus, au salon aéronautique international de Berlin de 2002.

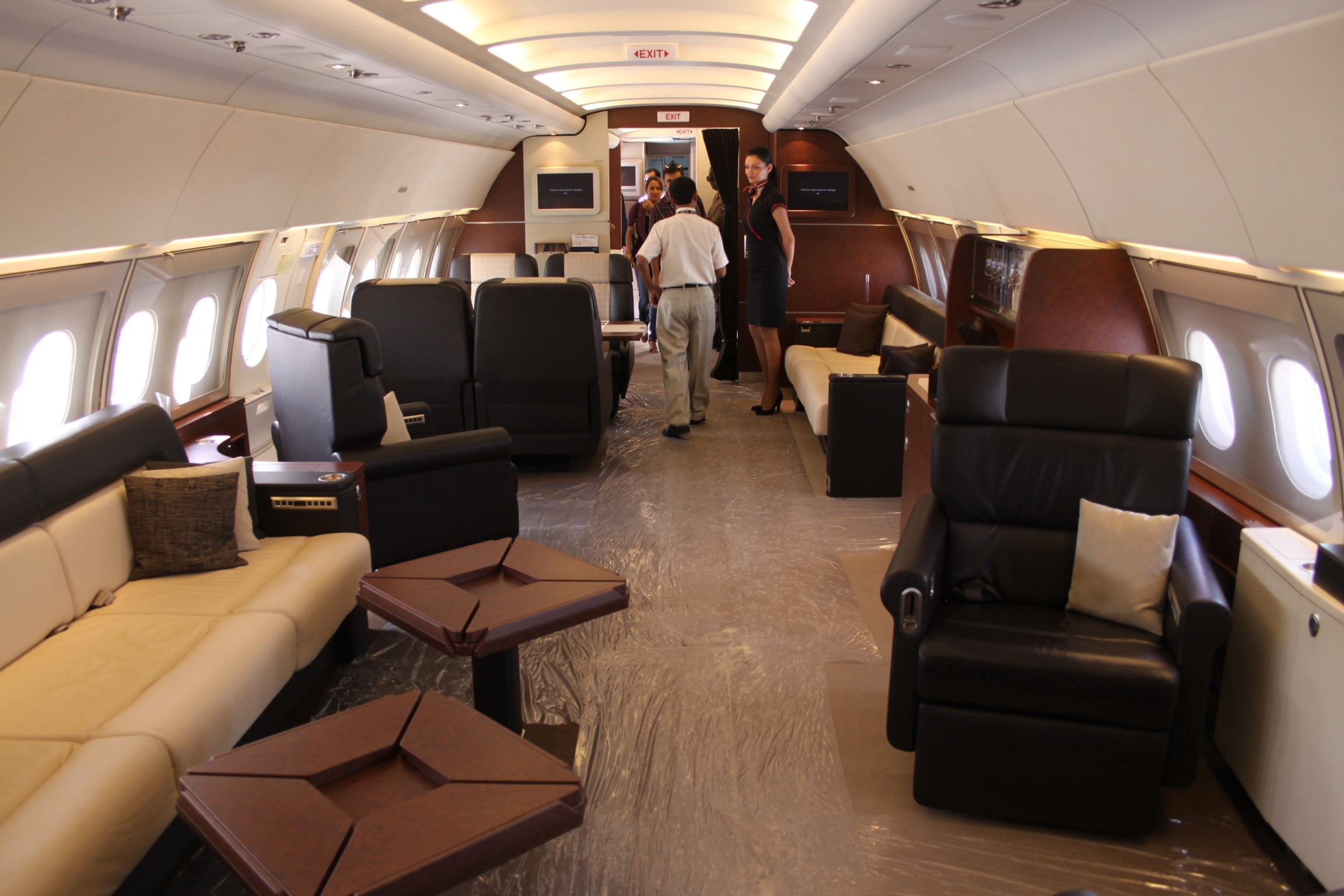
L'intérieur luxueux des versions Corporate Jet (CJ).

Le programme A318 a été lancé dès 1998, pour développer une version raccourcie de l'A319 et proposer un appareil dans la gamme des appareils de 100 places. L'ambition d'Airbus était de proposer le confort de la famille A320 sur le marché des appareils de 100 places, en visant les lignes à fortes fréquences et faibles densités. Le cockpit commun avec les autres appareils de la famille A320, ainsi que la motorisation similaire (selon les versions), sont des arguments mis en avant par le constructeur auprès de ses clients.
Le premier vol a lieu le 15 janvier 2002 à Hambourg-Finkenwerder, avec un appareil équipé de Pratt & Whitney PW6000. Le premier vol a duré près de trois heures et a été commandé par Bernd Schaefer, le chef pilote d'Airbus à Hambourg, assisté par le chef des essais en vol d'Airbus Jacques Rosay en tant que premier officier. Bien que ce moteur ait été utilisé pour le premier vol, le développement du PW6000 a connu des problèmes : des tests ont révélé que le compresseur haute pression à cinq étages ne donnait pas satisfaction au niveau de la consommation, ce qui a provoqué un retard de certification pour le moteur, puis pour la version A318-120 équipée de ce moteur. Le motoriste a été amené à revoir la conception du compresseur haute pression, en passant de cinq à six étages de compression. Ce retard a amené Airbus à commencer les livraisons avec la version équipée de moteurs CFM56, contrairement à ce qui était initialement prévu dans le programme de développement.
Les retards de Pratt & Whitney ont incité plusieurs compagnies à modifier leurs intentions d'achat, et le carnet de commandes de l'A318 est passé de 136 unités commandées à 84. L'A318-120, équipé du PW6000, a été certifié en décembre 2005, et le premier appareil motorisé par Pratt & Whitney est entré en service en juin 2007 avec la compagnie aérienne Lan Chile. Le moteur CFM56 est le seul à pouvoir équiper les quatre appareils de la famille A320. La version 5B a été certifiée en juin 2003 pour la famille A320, permettant à Airbus de commencer les livraisons avec la version A318-110. La variante 5B8 (A318-111) produit 96 kN de poussée, et la variante 5B9 (A318-112) développe 103,5 kN de poussée.
L'EASA a certifié l'A318 pour les approches à forte pente en mars 2006, permettant par exemple d'opérer à l'aéroport de Londres-City. C'était un des principaux objectifs d'Airbus pour cet appareil, ce qui en fait le plus gros avion disposant de cette certification. Pour ces approches particulières, les systèmes de bord de l'A318 permettent de changer les lois de contrôle de l'avion, en agissant sur les commandes de vol électriques.
L'Airbus A318 a souffert du déclin du secteur aéronautique après les attentats du 11 septembre 2001, alors que l'avion s'apprêtait à faire son premier vol. Avec la régression du trafic au début du siècle, plusieurs compagnies ont annulé leurs commandes auprès du constructeur européen. Airbus a alors fait le choix de proposer l'A318 sur le marché de l'aviation d'affaires. Cependant, Airbus a également bénéficié de commandes de la part des forces aériennes de Jordanie. Si les versions Corporate Jet de l'A318 ont permis de poursuivre la production, la demande a également été en deçà des attentes du constructeur. Au début des années 2010, Airbus a d'ailleurs fait le choix de ne pas développer de version remotorisée de l'A318, qui est le seul appareil de la famille A320 à ne pas bénéficier de version « neo » (new engine option).
En septembre 2010, Airbus a annoncé que l'A318 pourrait être équipé de Sharklets à partir de 2013. Ces winglets sont la deuxième version à équiper les appareils de la famille A320, et sont plus efficaces pour réduire la traînée induite que les winglets initiaux. Cela permet de réduire la consommation de carburant, et de baisser les coûts des vols. Le rayon d'action aurait ainsi pu être augmenté de 185 km. Le dernier A318 produit a été équipé de sharklets en 2013, mais a par la suite été rééquipé avec les winglets traditionnels.

### Mise en service et carrière opérationnelle

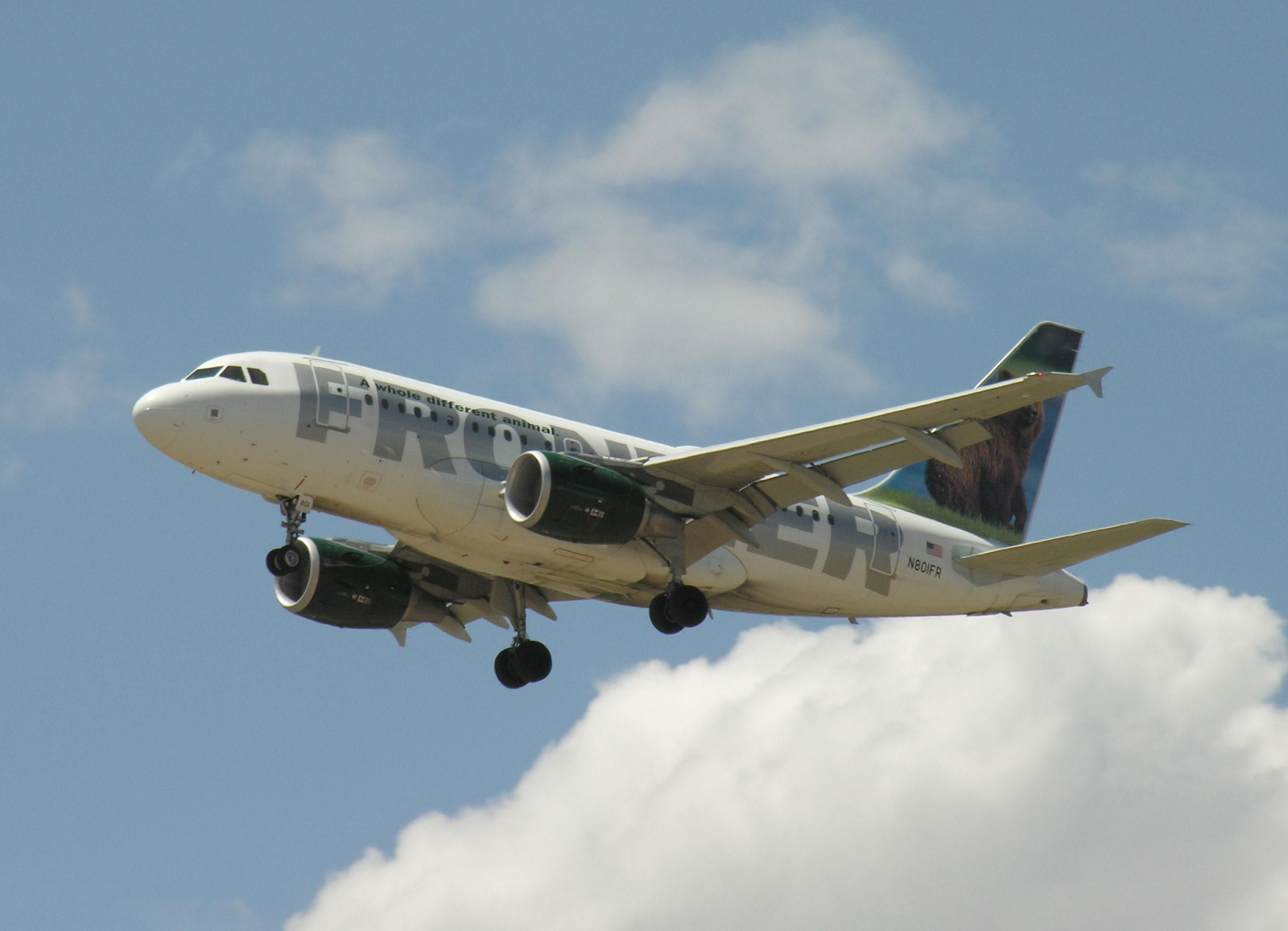
Le N801FR, tout premier Airbus A318 commercialisé, acquis par Frontier Airlines, en approche à l'aéroport international de Denver.

L'A318 a été produit de 2001 à 2013. Par rapport aux autres variantes de la famille Airbus A320, l'A318 ne s'est vendu qu'en très petit nombre, avec un total de commandes de 83 avions. Le carnet de commandes est actuellement vide. La principale compagnie utilisant l'avion est Air France, avec 18 exemplaires au sein de sa flotte. L'usage a donc été principalement privé, mais aussi commercial, avec seulement cinq compagnies ayant commandé plusieurs fois l'appareil.
Bien que l'assemblage final des avions de la famille A320 soit réalisé à Toulouse, en France, à Hambourg, en Allemagne, à Tianjin, en Chine et à Mobile, en Alabama, l'assemblage final de l'A318 était réalisé à Hambourg, en Allemagne. Le vol inaugural de l'A318 a été effectué depuis l'aérodrome de Finkerwerder, à Hambourg, le 15 janvier 2002. La première livraison à un client a été réalisée le 22 juillet 2003, avec la livraison du N801FR à la compagnie low-cost américaine Frontier Airlines,.
Le 31 mars 2019, on dénombrait 67 A318 en service au sein de cinq compagnies aériennes, en plus d'utilisateurs gouvernementaux, d'affaires, privés ou non dévoilés. La plupart des appareils retirés du service ont été envoyés à la destruction en raison de moteurs et de pièces détachées ayant plus de valeur que l'avion entier en lui-même. Frontier Airlines, l'utilisateur inaugural, qui a acheté des A318 entre 2003 et 2007, a retiré du service son dernier exemplaire en 2013.

### Utilisateurs et commandes
Au 12 novembre 2023, les opérateurs de l'A318 étaient :
| Pays        | Opérateur                                | Commandés | Livrés | En service |
| ----------- | ---------------------------------------- | --------- | ------ | ---------- |
| Brésil      | Avianca Brasil                           | 7         | 7      | 0          |
| Chili       | LATAM Airlines Group                     | 15        | 15     | 0          |
| Colombie    | Avianca                                  | 10        | 10     | 0          |
| États-Unis  | Frontier Airlines                        | 9         | 9      | 0          |
| États-Unis  | GECAS                                    | 12        | 12     | 0          |
| France      | Air France                               | 18        | 18     | 5          |
| Roumanie    | TAROM                                    | 4         | 4      | 1          |
| Royaume-Uni | British Airways                          | 2         | 2      | 0          |
| Royaume-Uni | Titan Airways                            | 1         | 1      | 0          |
| Divers      | Gouvernements, affaires et avions privés | 20        | 20     | 20         |
| Divers      | Opérateurs non révélés                   |           |        | 3          |
| Total       |                                          |           |        | 30         |

Résumé des commandes et des livraisons :
|      | Commandes | Commandes | Livraisons | Livraisons | Livraisons | Livraisons | Livraisons | Livraisons | Livraisons | Livraisons | Livraisons | Livraisons | Livraisons | Livraisons | Livraisons | Livraisons | Livraisons | Livraisons |
| Type | Total     | Carnet    | Total      | 2017       | 2016       | 2015       | 2014       | 2013       | 2012       | 2011       | 2010       | 2009       | 2008       | 2007       | 2006       | 2005       | 2004       | 2003       |
| ---- | --------- | --------- | ---------- | ---------- | ---------- | ---------- | ---------- | ---------- | ---------- | ---------- | ---------- | ---------- | ---------- | ---------- | ---------- | ---------- | ---------- | ---------- |
| A318 | 80        | —         | 80         | —          | —          | —          | —          | 1          | 3          | 2          | 2          | 6          | 13         | 17         | 8          | 9          | 10         | 9          |

### Accidents et incidents
L'Airbus A318 est un appareil fiable et sûr. Il n'a jamais été impliqué dans un accident aérien et n'a fait aucun mort. Il n'a connu que quelques rares incidents sans gravité :
- le 6 décembre 2008, un A318-11 d'Air France s'est posé en urgence à Varsovie, en Pologne, en raison d'un problème hydraulique. Il n'y a eu aucun blessé[23] ;
- le 19 janvier 2010, un A318-111 de la compagnie Mexicana est revenu se poser à Cancún, au Mexique, après que des carénages de la soufflante du moteur no 1 se sont arrachés en vol. Ils sont venus s'encastrer dans le pylône moteur et l'aile gauche, mais personne n'a été mis en danger[24] ;
- le 21 septembre 2013, un A318 d'Avianca est légèrement sorti de la piste sur l'aéroport international El Dorado, à Bogota en Colombie, sans faire de victimes[25],[26] ;
- le 13 novembre 2014, un A318 d'Avianca Brasil s'est posé en urgence au Salvador après une suspicion d'ingestion d'un oiseau dans un des moteurs. Il n'y a eu aucun blessé[27],[28] ;
- le 10 novembre 2016, un A318-122 d'Avianca Brasil a percuté plusieurs oiseaux lors de son approche sur l'aéroport Santos-Dumont à Rio de Janeiro au Brésil, endommageant le radôme protégeant le radar. L'avion s'est posé en sécurité et il n'y a eu aucun blessé[29] ;
- le 6 novembre 2018, un A318-11 d'Air France a connu un problème de rétraction de son train d'atterrissage après avoir décollé de l'aéroport Roissy-Charles de Gaulle. Il a été intercepté par un Rafale de l'Armée de l'Air, qui est venu inspecter le train d'atterrissage, puis l'avion a réalisé un atterrissage sans encombre[30].
- le 21 janvier 2022, un A318-11 d'Air France (F-GUGP) a dû se poser en urgence peu de temps après son décollage de l'aéroport Paris-Orly. L'embrasement de son réacteur droit en est l'origine. Il n'y a eu aucun blessé[31].
- le 3 janvier 2025, un A318-111 d'Air France (F-GUGR) a dû faire demi-tour et se poser en urgence peu de temps après son décollage de l'aéroport Roissy-Charles de Gaulle. Un dysfonctionnement du système de pressurisation en est à l'origine. L'équipage a déployé manuellement les masques à oxygène car l'altitude de déploiement automatique n'était pas atteinte et il n'y a eu aucun blessés[32]

## Versions
L'Airbus A318 a six versions différentes. Ce sont les A318-111, A318-112CJ Elite, A318-122/CJ Elite, A318-122, A318-122 Elite et A318-121.

### AirbusA318-111

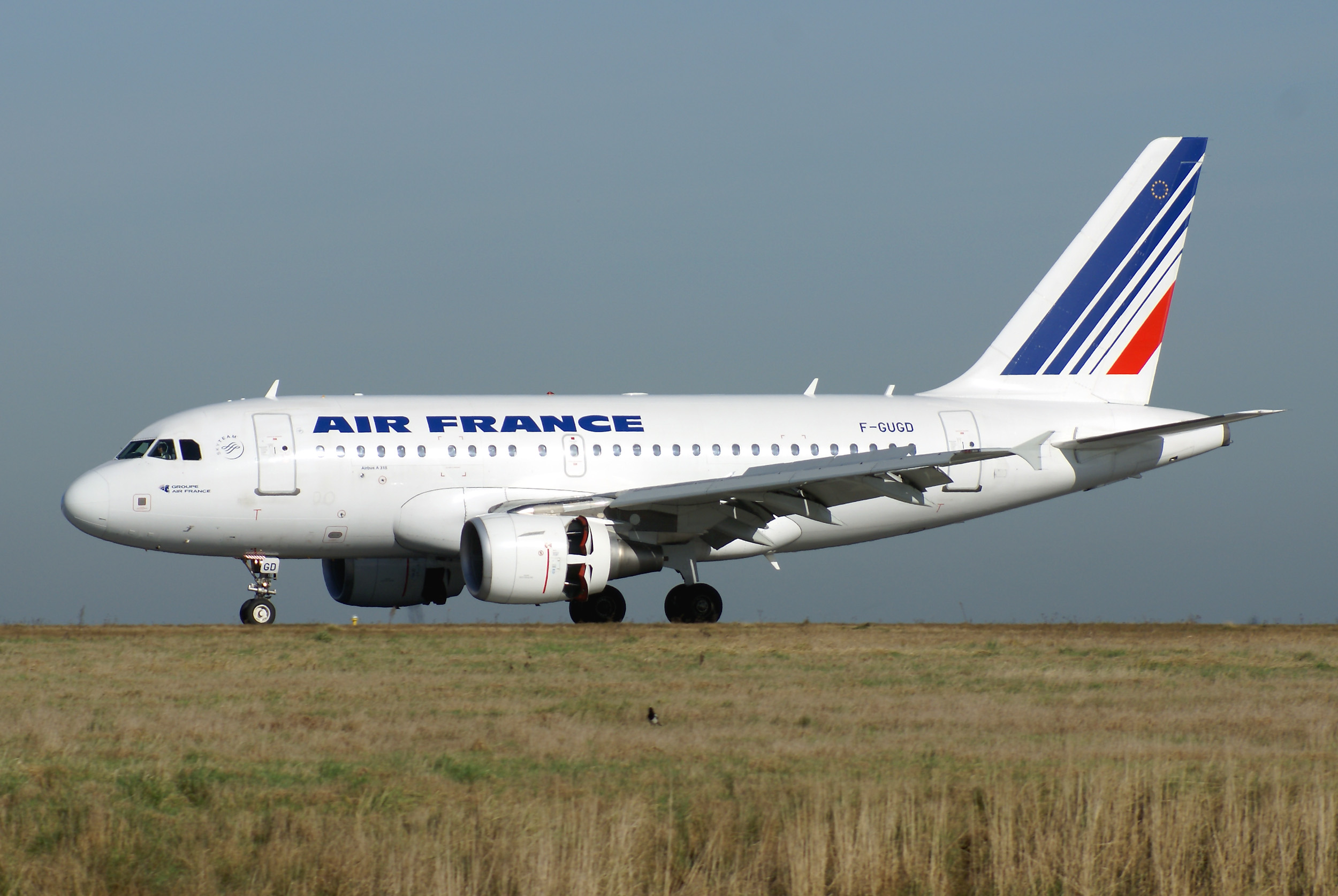
L'Airbus A318-111 F-GUGD de la compagnie Air France.

L'Airbus A318-111 est une des trois versions de l'Airbus A318. Membre de la famille A320, l'envergure reste la même mais la longueur est réduite à 31,44 m et la hauteur passe à 12,51 m.
L'A318-111 est équipé de deux CFM56-5B8, qui développent chacun 96 kN de poussée.

### AirbusA318-112

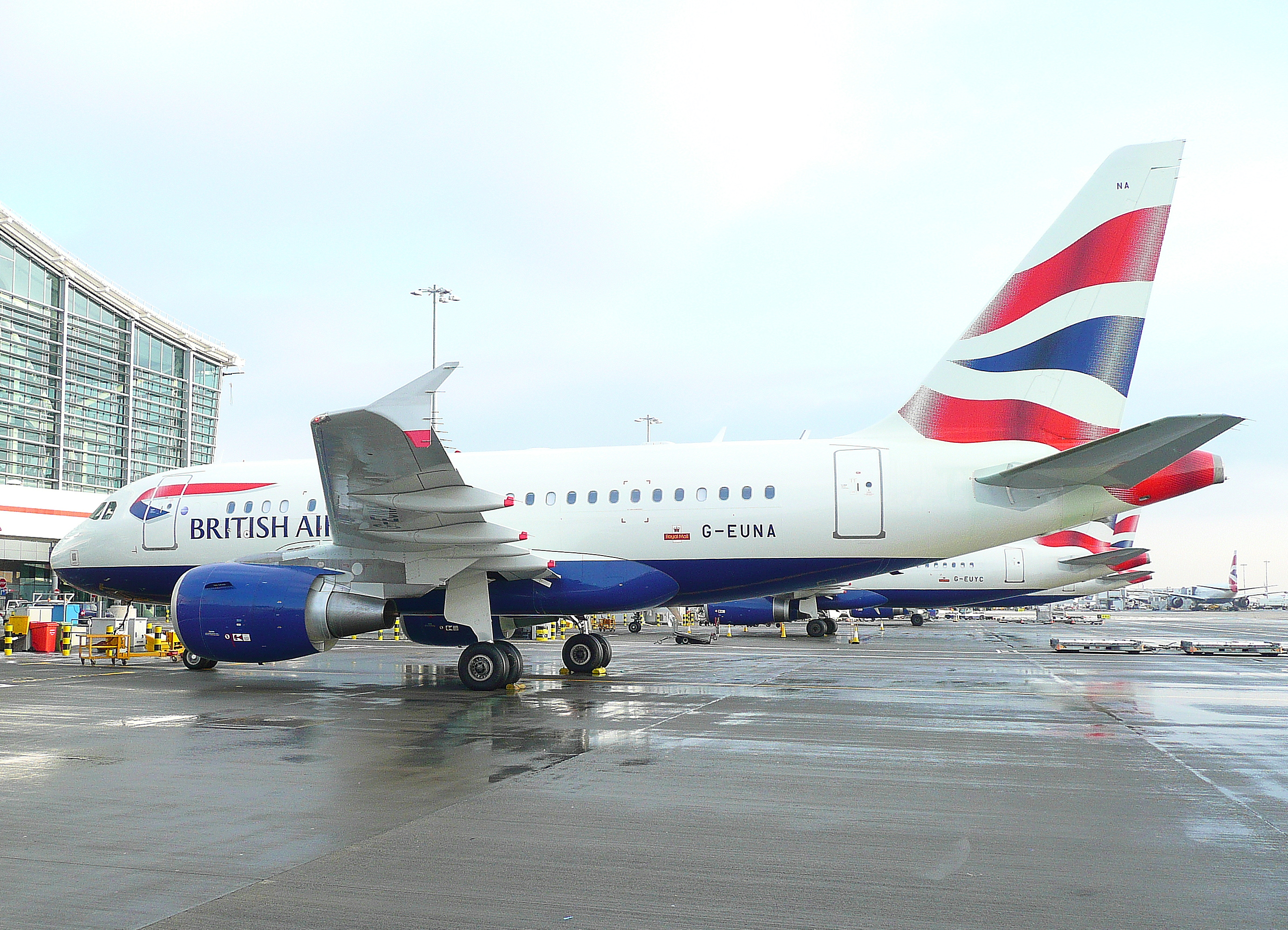
Un Airbus A318-112 de la compagnie British Airways à l'aéroport d'Heathrow.

L'A318-112 n'a été commercialisé qu'en version CJ Elite, pour l'aviation d'affaires. C'est notamment la variante qu'utilise British Airways pour sa ligne Londres-City - New York-Kennedy. Cette version est équipée de deux CFM56-5B9, qui développent chacun 103,5 kN de poussée.
Airbus a livré le premier appareil capable d'effectuer des approches à forte pente en août 2009. La compagnie nationale britannique British Airways a choisi la version 112CJ pour baser ses deux appareils à Londres-City. Aménagés avec une classe affaires de 32 sièges, ces deux appareils servaient la ligne vers New York en récupérant le numéro de vol BA001, autrefois utilisé par Concorde entre Londres et New York. En effet, ces appareils sont destinés à remplacer Concorde auprès de la clientèle d'affaire vers New York. Avec l'A318, le vol BA001 effectuait une escale technique à Shannon, car l'avion ne pouvait emporter suffisamment de carburant pour son vol transatlantique vers l'ouest du fait des restrictions de poids imposées par la courte piste de Londres-City. Cette escale permettait aux passagers d'anticiper leur contrôle de douane, et de ne pas avoir à franchir la douane à New York. Les pistes de JFK étant plus longues, l'A318 pouvait faire le plein sans restriction à New York, et effectuer le vol transatlantique vers l'est sans étape jusqu'à Londres. British Airways a mis fin à cette liaison en mars 2020.

### AirbusA318-122

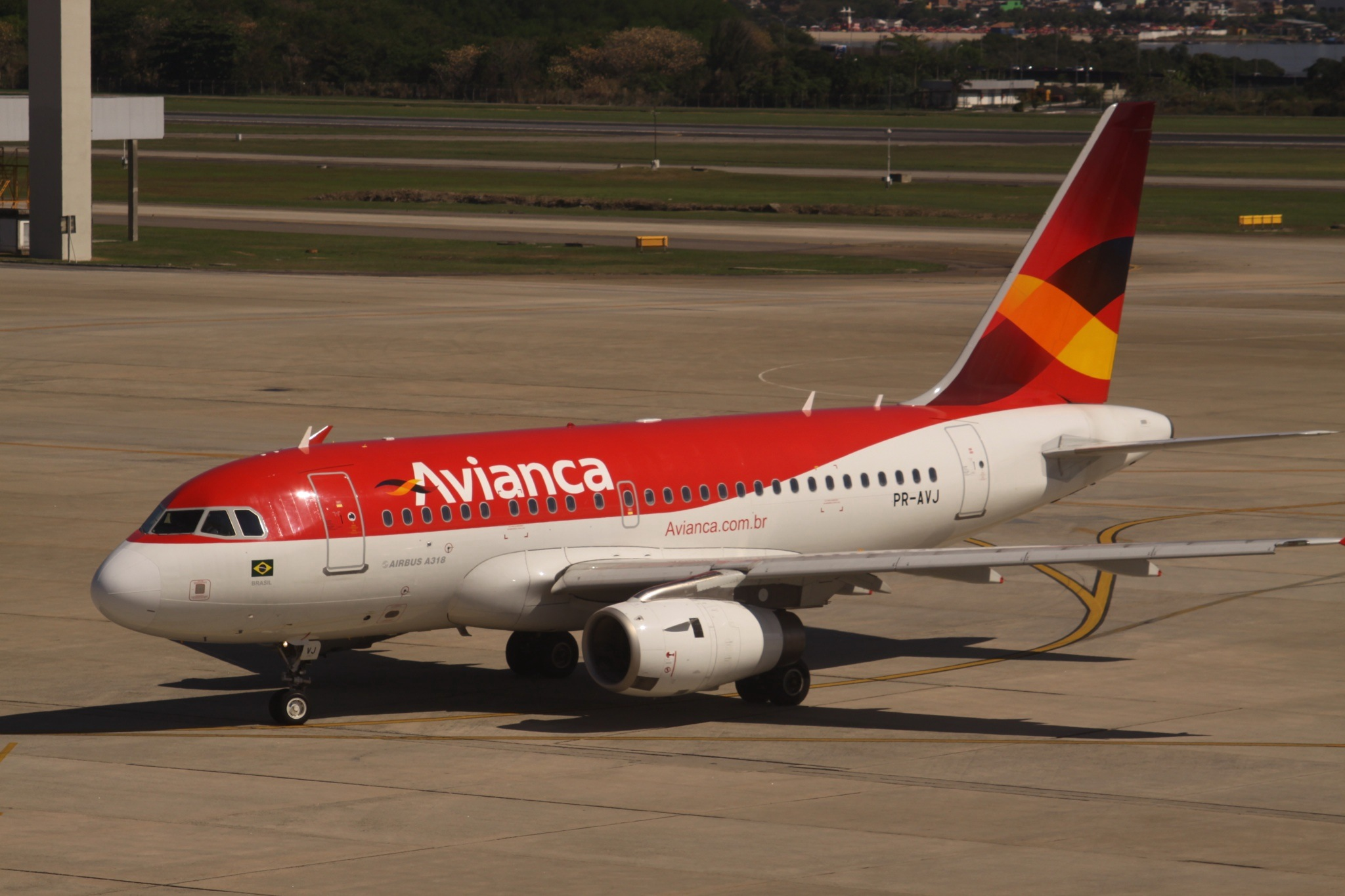
L'Airbus A318-122 PR-AVJ de la compagnie Avianca, à l'aéroport international de Rio de Janeiro.

La version A318-122 est la seule à être motorisée par Pratt & Whitney, avec le PW6000.
Si cette version est équipée du même moteur utilisé lors du premier vol en 2002, la première livraison n'intervient qu'en 2007. En effet, le retard de développement du moteur PW6000 n'a permis la certification de l'A318-120 qu'en décembre 2005.

## Caractéristiques

### Caractéristiques générales

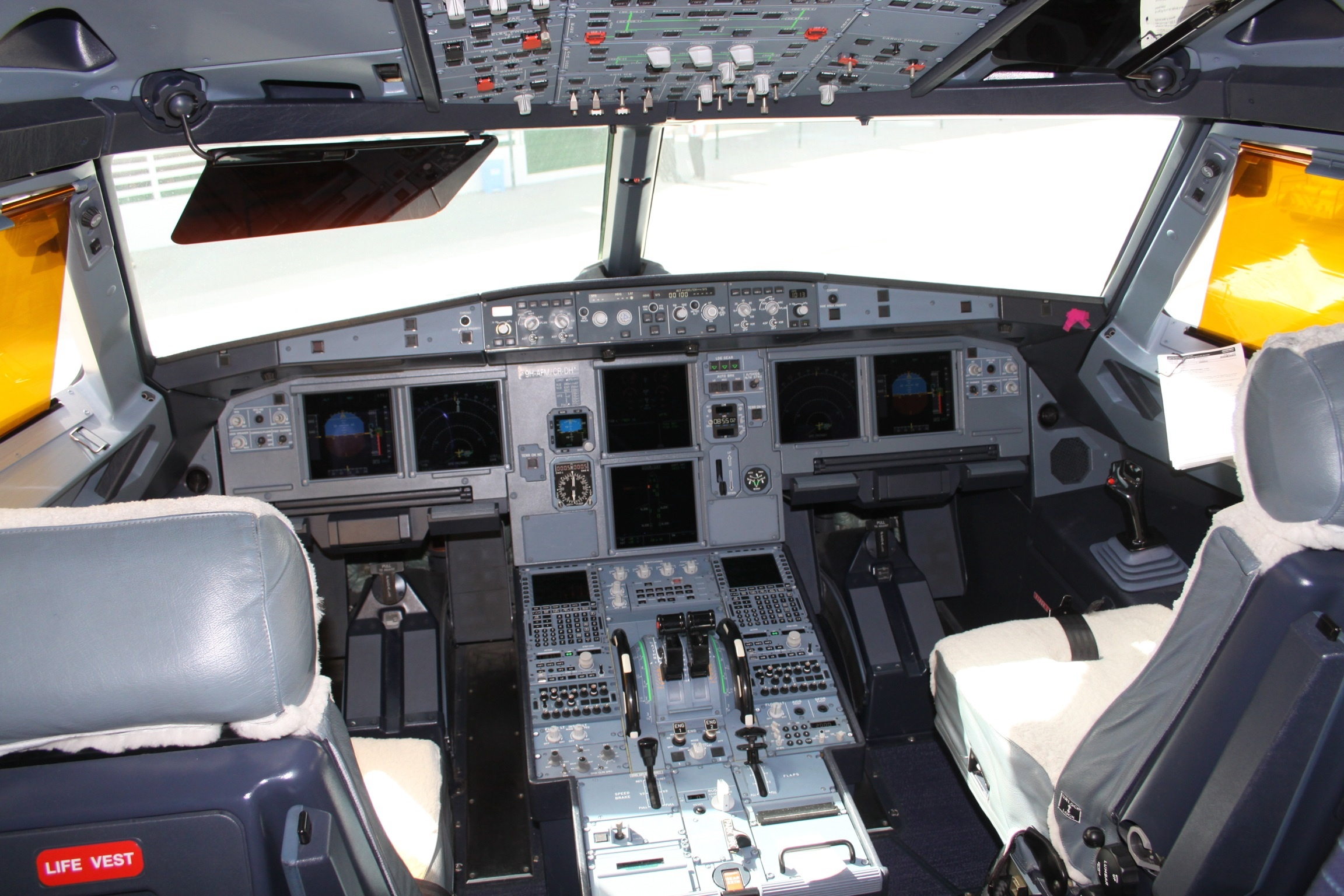
Cockpit d'un Airbus A318 à l'aéroport de Dubaï.

L'A318 est un avion commercial mono-couloir avec un train d'atterrissage tricycle et rétractable, propulsé par deux turboréacteurs à double flux et fort taux de dilution. Il s'agit d'un monoplan à aile basse cantilever, avec les ailes en flèche. Sa voilure est similaire à celle de l'A319 et de l'A320. Plus léger de trois tonnes par rapport à l'A320, l'A318 est également plus court de six mètres, ce qui entraîne l'apparition d'un moment plus important et donc une instabilité légèrement plus élevée en lacet. Pour contrer cet effet, il dispose donc d'une dérive plus grande, mesurant 75 cm de plus que celle des autres appareils de la famille A320.
Sa masse maximale au décollage (MTOW, Maximum Take Off Weight) la moins importante lui permet de servir des routes régionales économiquement en sacrifiant de la distance franchissable, tandis que sa MTOW la plus élevée permet à l'appareil de compléter l'offre de la famille A320 sur des routes moins fréquentées. La masse moins importante de l'A318 lui offre un rayon d'action plus important de 10 % par rapport à l'A320, comme la ligne Londres - New York opérée par British Airways. Néanmoins, l'usage principal de l'appareil par les compagnies aériennes se concentre sur les vols régionaux, reliant des villes moyennes à faible densité de passagers.

### Équipage
L'équipage est composé de deux pilotes, et, s'il s'agit d'un vol commercial, de personnel navigant commercial (stewards, hôtesses).

### Capacité d'approche à forte pente

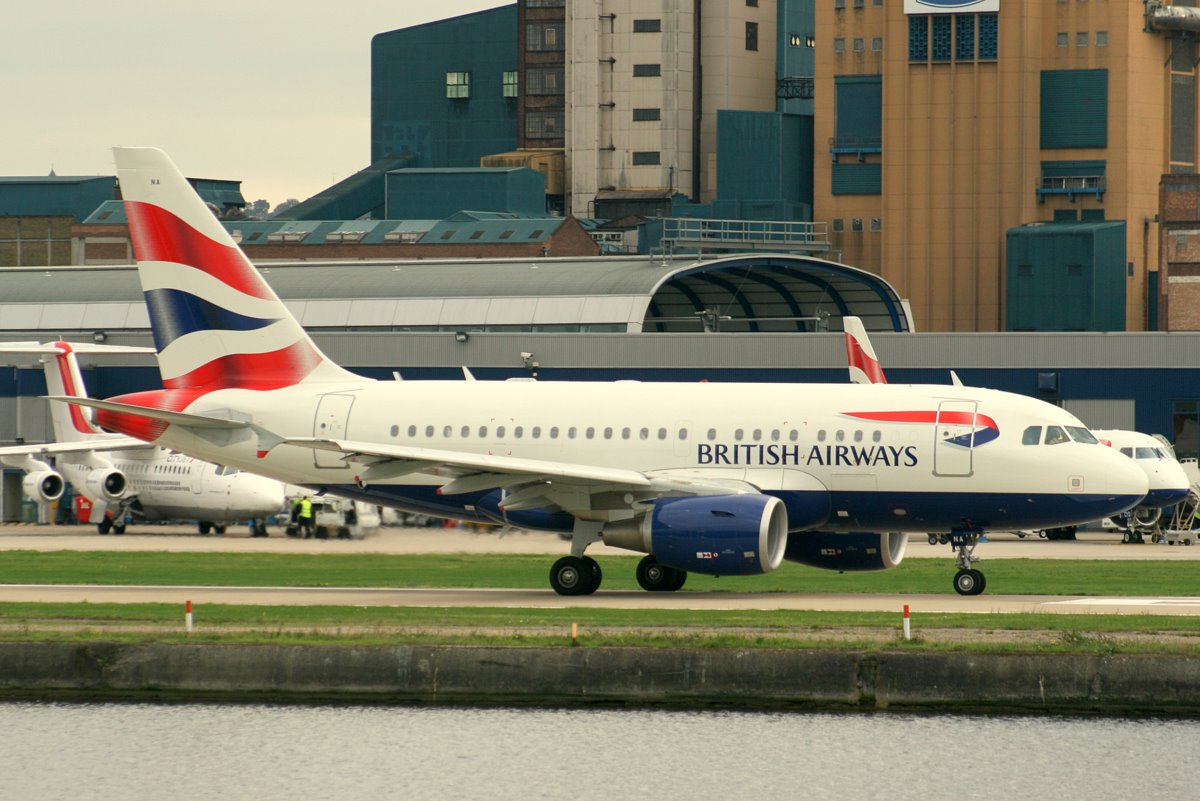
Un Airbus A318 de la British Airways à l'aéroport de Londres-City.

En mars 2006, l'European Aviation Safety Agency (EASA) a certifié un logiciel de contrôle modifié et amélioré pour l'A318, conçu pour permettre à l'avion de réaliser des approches à forte pente (en anglais : steep approach). L'A318 est le plus gros avion commercial certifié « Steep Approach Capability » par l'EASA. Le logiciel modifie les lois des gouvernes de l'avion lorsque la fonction d'approche à forte pente est activée par l'équipage, en déployant automatiquement certains aérofreins pour créer de la traînée supplémentaire lorsque l'avion est en configuration d'atterrissage. Il fournit également des alertes auditives alternatives à l'équipage et modifie automatiquement le déploiement des aérofreins en dessous de 120 m de hauteur à l'atterrissage. La procédure d'approche à forte pente de l'A318 permet à l'avion d'effectuer des phases d'approche à des angles pouvant atteindre 5.5°, à comparer aux 3° d'une approche standard.
Un vol d'essai a été effectué en mai 2006 pour démontrer les capacités d'approche à forte pente et d'atterrissage court de l'avion en faisant atterrir celui-ci à l'aéroport de Londres-City, ou de telles approches sont nécessaires. Le vol d'essai a également démontré la compatibilité de l'avion avec les espaces de manœuvres et de parking limités de l'aéroport. Par la suite, en août 2009, Airbus a livré le premier A318 « Steep Approach » à British Airways,, qui a commencé à exploiter l'avion le mois suivant, disposant enfin de deux avions capables d'effectuer des vols réguliers entre l'aéroport de Londres-City et l'Aéroport international John-F.-Kennedy de New York. Sur l'extrémité ouest de Londres, une escale est nécessaire pour ravitailler l'avion, ce qui est effectué à l'aéroport de Shannon, en Irlande, car des restrictions de masse sont appliquées à l'avion pour qu'il puisse décoller avec la longueur de piste relativement courte de l'aéroport de Londres-City. Sur le côté est de New York, cette limitation n'est pas présente et l'avion peut embarquer tout le carburant nécessaire pour réaliser en une seule passe la traversé de l'Atlantique jusqu'à Londres. En novembre 2017, il n'y avait qu'un seul avion qui desservait la ligne, configuré en version à 32 sièges, exclusivement en classe « affaires ».

### Cockpit
L'A318 dispose du même cockpit que les autres appareils de la famille A320. Cela permet aux pilotes de n'avoir qu'une certification à obtenir pour pouvoir piloter les quatre appareils de la gamme : il s'agit de la qualification croisée des équipages Cross-Crew Qualification (« CCQ »). Ainsi, dans une compagnie disposant de plusieurs appareils de la famille A320, les pilotes peuvent passer d'un appareil à l'autre en fonction des nécessités opérationnelles. C'est un des arguments mis en avant par le constructeur pour inciter les compagnies disposant déjà d'Airbus dans leurs flottes moyen courrier à choisir l'A318.
Tout comme les autres modèles de la famille A320, l'A318 dispose donc de commandes de vol électriques et de mini-manches, introduite par Airbus sur l'A320.

## Spécifications techniques
Données de EADS
Caractéristiques générales
- Équipage : 2 pilotes + personnel navigant commercial
- Capacité : 132 passagers
- Longueur : 31,45 m
- Envergure : 34,10 m
- Hauteur : 12,56 m
- Surface alaire : 122,6 m2
- Masse à vide : 39 300 kg
- Charge utile : 11 000 kg (ou 21 m3)
- Masse maximale au décollage : 68 000 kg
- Moteur : 2 turboréacteurs à double flux CFM56-5, 96 kN chacun
- Capacité en carburant : 23 860 l

 Performances 
- Vitesse maximale : Mach 0,82 (871 km/h)
- Vitesse de croisière : Mach 0,78 (829 km/h)
- Distance franchissable : 5 750 km (3 077 NM)
- Plafond : 11 900 m (39 041 ft)
- Charge alaire : 320,55 kg/m2
- Distances de roulage :
  - au décollage : 1 780 m
  - à l'atterrissage : 1 230 m